# Henry Home, Lord Kames

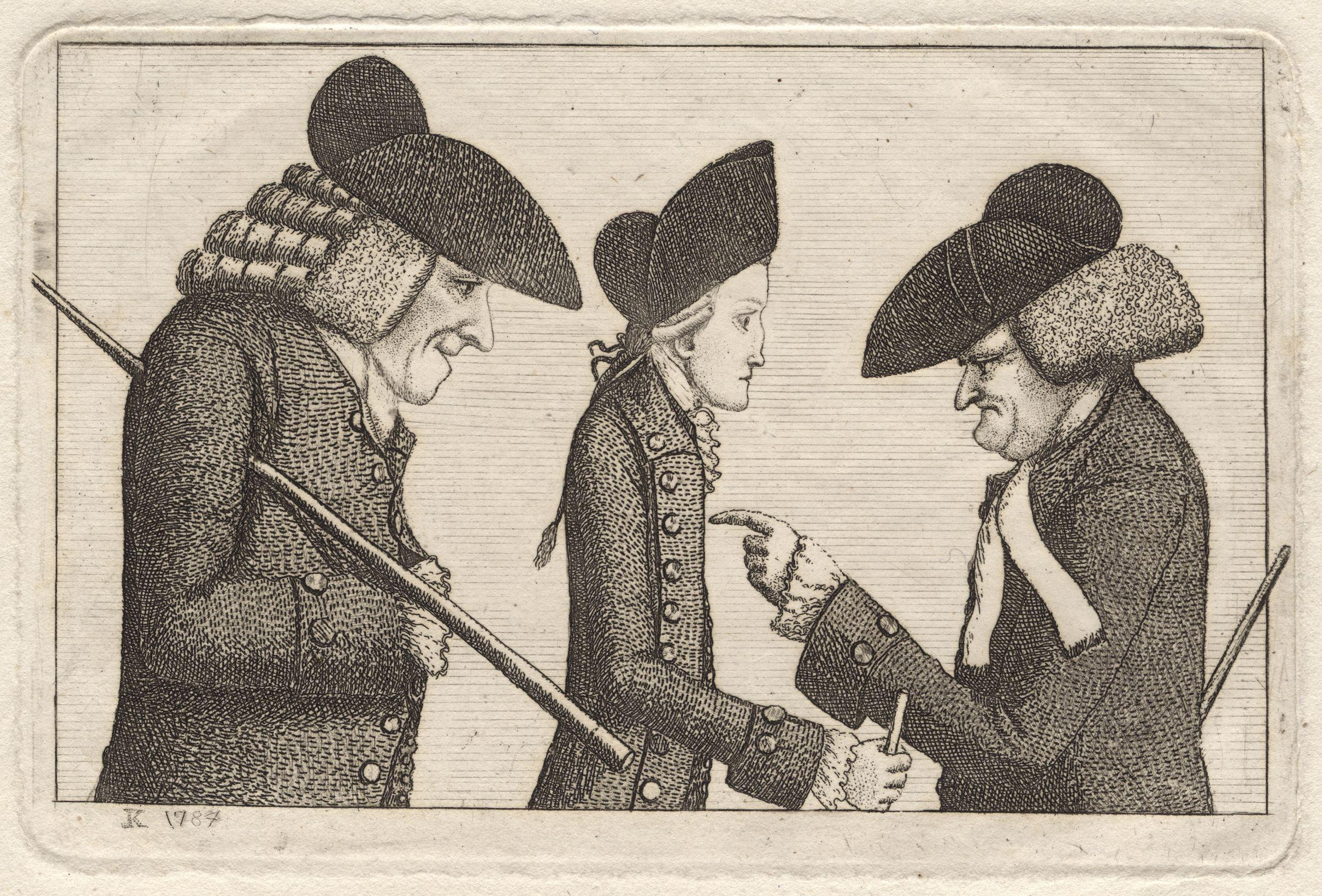
Henry Home, Lord Kames; Hugo Arnot; James Burnett, Lord Monboddo, caricaturitzats per John Kay.

Henry Home, Lord Kames (1696 - 27 de desembre de 1782) va ser un jutge, filòsof i advocat escocès. Va millorar la revolució de l'agricultura escocesa. Va ser una figura central de la Il·lustració escocesa i membre fundador de la Philosophical Society of Edinburgh, i actiu en la Select Society, els seus protégés inclouen David Hume, Adam Smith, i James Boswell.

## Obres principals
- Remarkable Decisions of the Court of Session (1728)
- Essays upon Several Subjects in Law (1732)
- Essay Upon Several Subjects Concerning British Antiquities (c. 1745)
- Essays on the Principles of Morality and Natural Religion (1751) He advocates the doctrine of philosophical necessity.
- Historical Law-Tracts (1758)
- Principles of Equity (1760)
- Introduction to the Art of Thinking (1761)
- Elements of Criticism (1762) Published by two Scottish booksellers, Andrew Millar and Alexander Kincaid.[1]
- Sketches of the History of Man (1774)
- Gentleman Farmer (1776)
- Loose Thoughts on Education (1781)